# Lydia Oile
Lydia Oile, là một nữ doanh nhân và giám đốc điều hành của công ty người Uganda. Bà là người sáng lập, chủ sở hữu và giám đốc điều hành của Bệnh viện Dịch vụ y tế Lê Memorial, trong kigo, Quận Wakiso, trong khu vực miền Trung của Uganda.

## Bối cảnh và giáo dục
Bà được sinh ra vào những năm 1960 với cha là Reverend Yosiya Kabugombe của làng Nyabiteete, quận Rukungiri, ở khu vực phía Tây của Uganda, là đứa con thứ chín của mười đứa con của ông.
Bà học tại trường tiểu học Nyabiteete và trường trung học nữ cao cấp Bweranyangi để học tiểu học và trung học. Sau đó, bà được đào tạo tại Mulamed Paramedical School, tốt nghiệp làm Y tá gây mê vào đầu những năm 1980.

## Nghề nghiệp
Bà hành nghề như một Y tá gây mê trong một vài năm sau khi tốt nghiệp trường Mulago Paramedical. Năm 1991, bà trở thành người quản lý của Lawsam Chemicals (Uganda) Limited, một công ty chuyên kinh doanh chất tẩy rửa công nghiệp, nhắm đến ngành đóng chai và công nghiệp khách sạn. Chồng của bà, một người Kenya, bắt đầu kinh doanh, giao nó cho vợ và quay lại Kenya để điều hành văn phòng chính trị. Kể từ tháng 3 năm 2019, bà Oile vẫn là chủ sở hữu và giám đốc điều hành tại công ty, có văn phòng tại Khu công nghiệp của Campuchia, thủ đô và thành phố lớn nhất của Uganda.
Vào tháng 1 năm 2015, bà đã thành lập Bệnh viện Le Memorial, một cơ sở y tế tư nhân, vì lợi nhuận. Kể từ tháng 6 năm 2017, cơ sở vẫn chưa hòa vốn.
Bà cũng là một giám đốc tại Tausi Décor Limited, một công ty thiết kế nội thất mà bà đồng sở hữu.

## Gia đình
Trong khoảng thời gian khoảng mười năm, Lydia Oile đã kết hôn với ông Oile, quốc tịch Kenya. Hai vợ chồng được ba đứa con. Ông Oile mất năm 1999.